# Le Meux
Le Meux és un municipi francès, situat al departament de l'Oise i a la regió dels Alts de França. L'any 2007 tenia 2.036 habitants.

## Demografia

### Població
El 2007 la població de fet de Le Meux era de 2.036 persones. Hi havia 711 famílies de les quals 128 eren unipersonals (44 homes vivint sols i 84 dones vivint soles), 201 parelles sense fills, 330 parelles amb fills i 52 famílies monoparentals amb fills.
La població ha evolucionat segons el següent gràfic:
Habitants censats

### Habitatges
El 2007 hi havia 773 habitatges, 727 eren l'habitatge principal de la família, 14 eren segones residències i 31 estaven desocupats. 663 eren cases i 107 eren apartaments. Dels 727 habitatges principals, 525 estaven ocupats pels seus propietaris, 193 estaven llogats i ocupats pels llogaters i 9 estaven cedits a títol gratuït; 5 tenien una cambra, 48 en tenien dues, 100 en tenien tres, 172 en tenien quatre i 402 en tenien cinc o més. 620 habitatges disposaven pel capbaix d'una plaça de pàrquing. A 283 habitatges hi havia un automòbil i a 393 n'hi havia dos o més.

### Piràmide de població
La piràmide de població per edats i sexe el 2009 era:
| Homes | Edats   | Dones |
| ----- | ------- | ----- |
| 0     | 95 o +  | 0     |
| 4     | 90 a 94 | 0     |
| 4     | 85 a 89 | 8     |
| 24    | 80 a 84 | 8     |
| 20    | 75 a 79 | 24    |
| 16    | 70 a 74 | 52    |
| 20    | 65 a 69 | 24    |
| 36    | 60 a 64 | 36    |
| 16    | 55 a 59 | 12    |
| 68    | 50 a 54 | 56    |
| 84    | 45 a 49 | 48    |
| 68    | 40 a 44 | 80    |
| 76    | 35 a 39 | 80    |
| 72    | 30 a 34 | 80    |
| 48    | 25 a 29 | 60    |
| 40    | 20 a 24 | 16    |
| 76    | 15 a 19 | 68    |
| 80    | 10 a 14 | 80    |
| 64    | 5 a 9   | 64    |
| 60    | 0 a 4   | 40    |

## Economia
El 2007 la població en edat de treballar era de 1.348 persones, 1.048 eren actives i 300 eren inactives. De les 1.048 persones actives 963 estaven ocupades (540 homes i 423 dones) i 84 estaven aturades (34 homes i 50 dones). De les 300 persones inactives 79 estaven jubilades, 111 estaven estudiant i 110 estaven classificades com a «altres inactius».

### Ingressos
El 2009 a Le Meux hi havia 735 unitats fiscals que integraven 2.042 persones, la mediana anual d'ingressos fiscals per persona era de 22.496,5 €.

### Activitats econòmiques
Dels 117 establiments que hi havia el 2007, 2 eren d'empreses alimentàries, 17 d'empreses de fabricació d'altres productes industrials, 17 d'empreses de construcció, 19 d'empreses de comerç i reparació d'automòbils, 19 d'empreses de transport, 5 d'empreses d'hostatgeria i restauració, 1 d'una empresa d'informació i comunicació, 8 d'empreses financeres, 5 d'empreses immobiliàries, 10 d'empreses de serveis, 10 d'entitats de l'administració pública i 4 d'empreses classificades com a «altres activitats de serveis».
Dels 20 establiments de servei als particulars que hi havia el 2009, 1 era una oficina de correu, 1 taller de reparació d'automòbils i de material agrícola, 1 autoescola, 5 paletes, 2 guixaires pintors, 2 fusteries, 1 lampisteria, 2 electricistes, 1 empresa de construcció, 2 perruqueries, 1 restaurant i 1 saló de bellesa.
Dels 2 establiments comercials que hi havia el 2009, 1 era una botiga de més de 120 m² i 1 una botiga de menys de 120 m².

## Equipaments sanitaris i escolars
El 2009 hi havia 1 farmàcia i 1 ambulància.
El 2009 hi havia 1 escola maternal i 1 escola elemental.

## Poblacions més properes
El següent diagrama mostra les poblacions més properes.